# 滨海劳德代尔 (佛罗里达州)
滨海劳德代尔（英語：Lauderdale-by-the-Sea），是美国佛罗里达州布勞沃德縣下属的一座城镇。建立于1924年。面积约为3.2平方公里（约合1.5平方英里）。根据2010年美国人口普查，该市有人口6,056人。论人口在本州排行第198。